# Music by Mark Knopfler from the Film Cal
Music by Mark Knopfler from the Film Cal – album z muzyką filmową skomponowaną przez Marka Knopflera do filmu Cal. Podobnie jak poprzedni album z muzyką filmową Knopflera, Local Hero, i na tej płycie słychać wyraźną inspirację muzyką celtycką.

## Lista utworów
1. „Irish Boy”
2. „The Road”
3. „Waiting for Her”
4. „Irish Love”
5. „A Secret Place/ Where Will You Go”
6. „Father and Son”
7. „Meeting Under the Trees”
8. „Potato Picking”
9. „In a Secret Place”
10. „Fear and Hatred”
11. „Love and Guilt”
12. „The Long Road”